# Mistrovství světa v basketbalu mužů 1950
1. mistrovství světa  v basketbalu proběhlo v dnech 22. října – 3. listopadu v Argentině.
Turnaje se zúčastnilo deset mužstev, která musela hrát kvalifikaci o postup do finálové skupiny, do které postoupilo šest nejlepších týmů. Zbylé čtyři hrály ve skupině o 7. – 10. místo. Prvním mistrem světa se stala domácí Argentina.

## Výsledky a tabulky

### 1. fáze kvalifikace

#### 1. kolo
Peru –  Jugoslávie 	33:27 (16:16)
22. října 1950 – Buenos Aires
- Nebojša Popović zaznamenal první bod v historii Mistrovství světa v basketbalu.

 Egypt –  Ekvádor 	43:37 (18:22)
22. října 1950 – Buenos Aires
- Peru a Egypt postoupili do 2. kola kvalifikace.
- Jugoslávie a Ekvádor museli hrát 1. kolo ve 2. fázi o postup do finálové skupiny.

#### 2. kolo
USA –  Chile 37:33 (20:19)
23. října 1950 – Buenos Aires

 Argentina –  Francie	56:40 (30:17)
23. října 1950 – Buenos Aires

 Brazílie –  Peru 	40:33 (16:15)
23. října 1950 – Buenos Aires

 Egypt –  Španělsko	57:56 (23:26)
23. října 1950 – Buenos Aires
- USA, Argentina, Brazílie a Egypt postoupili do finálové skupiny.
- Chile a Francie musely hrát 1. kolo ve 2. fázi o postup do finálové skupiny.
- Peru a Španělsko musely hrát 2. kolo ve 2. fázi o postup do finálové skupiny.

### 2. fáze kvalifikace

#### 1. kolo
Chile –  Jugoslávie 	40:24 (27:11)
24. října 1950 – Buenos Aires

 Francie –  Ekvádor 	48:43 (30:26)
24. října 1950 – Buenos Aires
- Chile a Francie postoupily do 2. kola.
- Jugoslávie a Ekvádor hráli ve skupině o 7. – 10. místo.

#### 2. kolo
Chile –  Španělsko	54:40 (24:18)
25. října 1950 – Buenos Aires

 Francie –  Peru 	49:46pp (25:22, 46:46)
25. října 1950 – Buenos Aires
- Chile a Francie postoupily do finálové skupiny.
- Španělsko a Peru hrály ve skupině o 7. – 10. místo.

### Finále
|    |           | ARG   | USA   | CHI   | BRA   | EGY   | FRA   | V | P | Skóre   | B  |
| 1. | Argentina | ***   | 64:50 | 62:41 | 40:35 | 68:33 | 66:41 | 5 | 0 | 300:200 | 10 |
| 2. | USA       | 50:64 | ***   | 44:29 | 45:42 | 34:32 | 48:33 | 4 | 1 | 221:200 | 9  |
| 3. | Chile     | 41:62 | 29:44 | ***   | 51:40 | 40:43 | 48:44 | 2 | 3 | 209:233 | 7  |
| 4. | Brazílie  | 35:40 | 42:45 | 40:51 | ***   | 38:19 | 59:27 | 2 | 3 | 214:182 | 7  |
| 5. | Egypt     | 33:68 | 32:34 | 43:40 | 19:38 | ***   | 31:28 | 2 | 3 | 158:208 | 7  |
| 6. | Francie   | 41:66 | 33:48 | 44:48 | 27:59 | 28:31 | ***   | 0 | 5 | 173:252 | 5  |

 Chile –  Francie 48:44 (27:19)
27. října 1950 – Buenos Aires

 USA –  Egypt 34:32 (18:19)
27. října 1950 – Buenos Aires

 Argentina –  Brazílie 22:21 (40:35)
29. října 1950 – Buenos Aires

 Egypt –  Francie 31:28 (10:9)
29. října 1950 – Buenos Aires

 Argentina –  Chile 62:41 (36:17)
30. října 1950 – Buenos Aires

 USA –  Brazílie 45:42 (26:25)
30. října 1950 – Buenos Aires

 Brazílie –  Egypt 38:19 (17:11)
31. října 1950 – Buenos Aires

 Argentina –  Francie 66:41 (38:19)
31. října 1950 – Buenos Aires

 USA –  Chile 44:29 (29:12)
1. listopadu 1950 – Buenos Aires

 Argentina –  Egypt 68:33 (35:15)
1. listopadu 1950 – Buenos Aires

 USA –  Francie 48:33 (26:23)
2. listopadu 1950 – Buenos Aires

 Chile –  Brazílie 51:40 (25:17)
2. listopadu 1950 – Buenos Aires

 Egypt –  Chile 43:40 (18:19)
3. listopadu 1950 – Buenos Aires

 Brazílie –  Francie 59:27 (31:14)
3. listopadu 1950 – Buenos Aires

 Argentina –  USA 64:50 (34:24)
3. listopadu 1950 – Buenos Aires

### O 7. – 10. místo
|     |            | PER    | ECU   | ESP   | YUG    | V | P | Skóre   | B |
| 7.  | Peru       | ***    | 51:43 | 43:37 | 46:36p | 3 | 0 | 140:123 | 6 |
| 8.  | Ekvádor    | 43:51  | ***   | 54:50 | 45:40  | 2 | 1 | 142:141 | 5 |
| 9.  | Španělsko  | 37:43  | 50:54 | ***   | 2:0k   | 1 | 2 | 89:97   | 4 |
| 10. | Jugoslávie | 36:46p | 40:45 | 0:2k  | ***    | 0 | 3 | 83:93   | 3 |

 Ekvádor –  Jugoslávie 45:40 (14:15)
28. října 1950 – Buenos Aires

 Peru –  Španělsko 43:37 (20:19)
30. října 1950 – Buenos Aires

 Peru –  Jugoslávie 46:43 2pp (24:14, 35:35, 39:39)
31. října 1950 – Buenos Aires

 Ekvádor –  Španělsko 54:50 (29:25)
1. listopadu 1950 – Buenos Aires

 Španělsko –  Jugoslávie 2:0 kontumačně
3. listopadu 1950 – Buenos Aires
Družstvo Jugoslávie odmítlo nastoupit k zápasu, na protest proti režimu gen. Franka.

 Peru –  Ekvádor 51:43 (23:17)
4. listopadu 1950 – Buenos Aires

## Statistiky

### All stars
- Oscar Furlong
- John Stanich
- Rufino Bernedo
- Alvaro Salvadores
- Ricardo Gonzalez

### Nejlepší střelci
| Poř. | Nejlepší střelci  | Body |
| ---- | ----------------- | ---- |
| 1.   | Rufino Bernedo    | 86   |
| 2.   | Oscar Furlong     | 67   |
| 3.   | Fortunato Muñoz   | 66   |
| 4.   | Ricardo González  | 64   |
| 5.   | Víctor Mahana     | 63   |
| 6.   | Alfredo Arroyave  | 57   |
| 7.   | Álvaro Salvadores | 55   |
| 8.   | Eduardo Fiestas   | 52   |
| 9.   | Jacques Perrier   | 50   |
| 10.  | Alberto Fernández | 49   |

### Soupisky
1.  Argentina
| - Pedro Bustos - Hugo del Vecchio - Leopoldo Contarbio - Raulperez Varela | - Vit Oliva - Oscar Furlong - Robert Oviau - Ruben Menini | - Ricardo Primitivo Gonzalez - Juan Carlosuder - Omar Monza - Alberto Lopez |

2.  USA (Denver Chevrolets)
| - Donald Slocum - John Langdon - John Stanich - James Reese | - Artur Kahler - Andrew Metzger - John Parks - Thomas Jaquet | - Robert Fisher - Bryce Heffley - Robert Blake Williams |

3.  Chile
| - Juan José Gallo - Hernán Ramos - Marmentini Gil - Cordero Fernandez | - Bagrie Victor Mahana - Reyes Figueroa - Lazaro Fernandez - Zorzano Bernedo | - Zavala Araya - Raul Lopez - Carmona Sanchez - Juan Ostoic |

4.  Brazílie
| - Pereira Marques - Celso Dos Santos - Alfredo Rodrigues Da Motta - Zenith De Acevedo | - Ruy De Freitas - Plutao De Macedo - Siquiera Paulo Rodrigues - Sebastiao Gimenez | - Monteiro Thales - Alexandre Gemignani - Milton Santos Marques - Angelo Bonfietti |

5.  Egypt
| - Fahmy Tadrous - Kamel Montasser - Ismail Hafez - Arman Catafago | - Abdou El Khein - Youssef Abou Haff - Youssef Mohamed - Ahmed El Rashidi | - Mohamed Abbas - Soliman Mohd - Saleh Chafik - Bahgat Medhat |

6.  Francie
| - Jacques Perrier - Jean Swidzinski - Jean Perniceni - Farnand Guillou | - Robert Marsolat - Jean Pierre Salignon - Maurice Marcelot - Maurice Desaymonet | - Jacques Dessemme - Andre Vacheresse - Jacques Chalifour - Robert Monclar |

7.  Peru
| - C. Alegre Benavidez - G. Airaldi Rivarola - M. Castro Loureiro - Alvarez Descalzo | - Hurtado De Zela - Virgilio Drago Burga - Calderon Alberto Fernandez - Arce Eduardo Fiestas | - Hoke Luis Gardella - Campodonico Ernesto Ortiz - R. Salas Crespo - Ibarra Luis Vergara |

8.  Ekvádor
| - Atilio Ansaldo - Jorge Diaz Granados - Fortunato Munoz - Gabriel Pena | - Victor Andrade - Gonzalo Aparicio - Alfonso Quinones - Raul Guerrero | - Rodolfo Arroyo - Justo Moran - Alfredo Arroyave - Pablo Sandiford |

9.  Španělsko
| - Arturo Imedo Romero - Jaime Basso Barberan - Andres Oller Navarro - Alvaro Salvadores Salvi | - Juan Dalmau Comas - Julio Gomez Salinas - Eduardo Kucharski Gonzales - Angel Gonzales Adrio | - Angel Lozano Alvarez - Domingo Barcenas Gonzales - Juan Ferrando Castillo - Ignacio Pinedo Borie |

10.  Jugoslávie
| - Mirko Amon - Aleksandar Blaškovič - Lajoš Engler - Dušan Radojčič | - Vladislav Demsar - Nebojša Popovič - Aleksandar Gec - Milorad Sokolovič | - Srdan Kalember - Lotči Vilmos - Milenko Novakovič - Borislav Stankovič |

### Konečné pořadí
| 1.               | Mistrovství světa 1950 | Z | V | P | Skóre   | B  |
| ---------------- | ---------------------- | - | - | - | ------- | -- |
| Zlatá medaile    | Argentina              | 6 | 6 | 0 | 356:240 | 12 |
| Stříbrná medaile | USA                    | 6 | 5 | 1 | 258:233 | 11 |
| Bronzová medaile | Chile                  | 8 | 4 | 4 | 336:334 | 12 |
| 4.               | Brazílie               | 6 | 3 | 3 | 258:212 | 9  |
| 5.               | Egypt                  | 7 | 4 | 3 | 258:301 | 11 |
| 6.               | Francie                | 8 | 2 | 6 | 310:397 | 10 |
| 7.               | Peru                   | 6 | 4 | 2 | 249:243 | 10 |
| 8.               | Ekvádor                | 5 | 2 | 3 | 222:232 | 7  |
| 9.               | Španělsko              | 5 | 1 | 4 | 185:208 | 6  |
| 10.              | Jugoslávie             | 5 | 0 | 5 | 134:166 | 5  |